# Château de Cadillac
Pour les articles homonymes, voir Cadillac.
Le château de Cadillac se situe dans la commune de Cadillac, dans le département français de la Gironde. Le château, les douves et le jardin sont classés au titre des monuments historiques par la liste de 1862 et par arrêté du 12 juillet 1956 ; la porte du potager est inscrite au titre des monuments historiques en 1965.
Le château de Cadillac comme une centaine d’autres monuments, propriété de l’État, est géré, animé et ouvert à la visite par le Centre des monuments nationaux.

## Présentation

### Historique
Le château est construit dans la ville du même nom sur la demande de Jean-Louis de Nogaret de La Valette (1554-1642), fait premier duc d'Épernon. Archétype du Gascon orgueilleux, fier et bagarreur, ce château incarne la toute-puissance de ce cadet de Gascogne, devenu l'un des mignons du roi Henri III, qualifié de « Demi-Roi », et amassant honneurs et richesses avant de mourir en disgrâce à 88 ans sous le règne de Louis XIII, à qui il fournit des gardes pour fonder en 1622 la première compagnie des Mousquetaires du roi.
À sa demande y fut créé un éphémère atelier de tapisserie dirigé par le licier Claude de La Pierre, qui produisit entre autres la tenture L'Histoire du roy Henry Troisième (1632-1637), dont un élément fit partie de la collection de Jacqueline Soulard, libraire d'art puis antiquaire dans un château de Haut-Var dont le mobilier fut vendu aux enchère publiques à Cannes le 23 avril 2025.
Le cabinet de travail du duc fut familièrement appelé « la Moutarde » par ses domestiques, tant étaient craintes ses sautes d'humeur.
Pour le bâtir, une partie de la ville fortifiée est rasée. Il est un témoin de la fin de la Renaissance et annonce déjà le classicisme du XVIIe siècle. À l'origine, le château flanqué de deux ailes monumentales et de quatre pavillons d'angle entourent la cour d'honneur fermée par un mur d'enceinte. Les ailes, les pavillons et ce mur de clôture sont démontés mi XVIIIe siècle et leurs pierres vendues.
Saisi pendant la Révolution française, il sert de prison au XIXe siècle, qui voit édifier les deux ailes actuelles et une conciergerie ; puis d'école de préservation de jeunes femmes à partir de 1880. Il est fortement endommagé à la suite d'un incendie (1928), devient une Institution publique d’éducation surveillée qui ferme enfin en 1952. L'administration pénitentiaire restitue alors le château au secrétariat aux beaux-arts, puis au ministère de la Culture.

### De nos jours
Il est ouvert à la visite et connaît d'importantes campagnes de restauration et de valorisation permettant d'évoquer ses riches intérieurs d'origine, au XVIIe siècle. On peut y admirer notamment des plafonds à la française, des volets intérieurs peints, des cheminées monumentales à la française et une série de tapisseries des XVIe et XVIIe siècles, qui rendent compte des fastueuses collections des ducs d'Épernon. On y parcourt l'Histoire entre guerres de Religion, début du règne des Bourbons, Fronde, jusqu'à l'avènement du règne personnel de Louis XIV et la fin prématurée de la lignée des Épernon. On y découvre enfin d'immenses salles et espaces (jusqu'aux sous-sols, leur cuisine et des salles d'échos) et le destin incroyable de ce château, qui garde aussi la trace d'un demi-siècle d'occupation carcérale. Sur l'arrière, un jardin d'agrément restitué à la fin du XXe siècle est accessible depuis la ville. Sa surface est limitée par les fortifications de la ville.

## Galerie

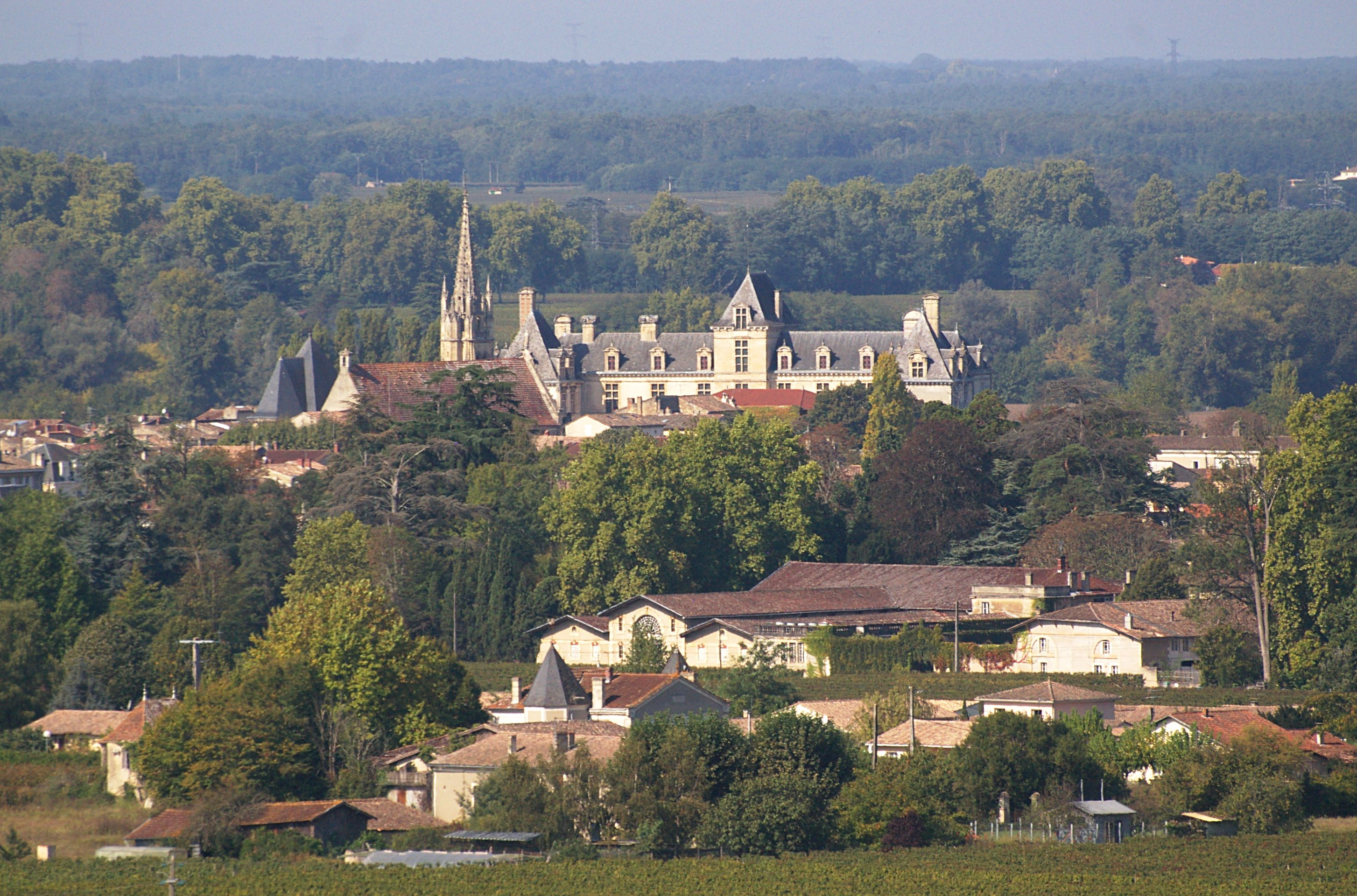
Vue d'ensemble.
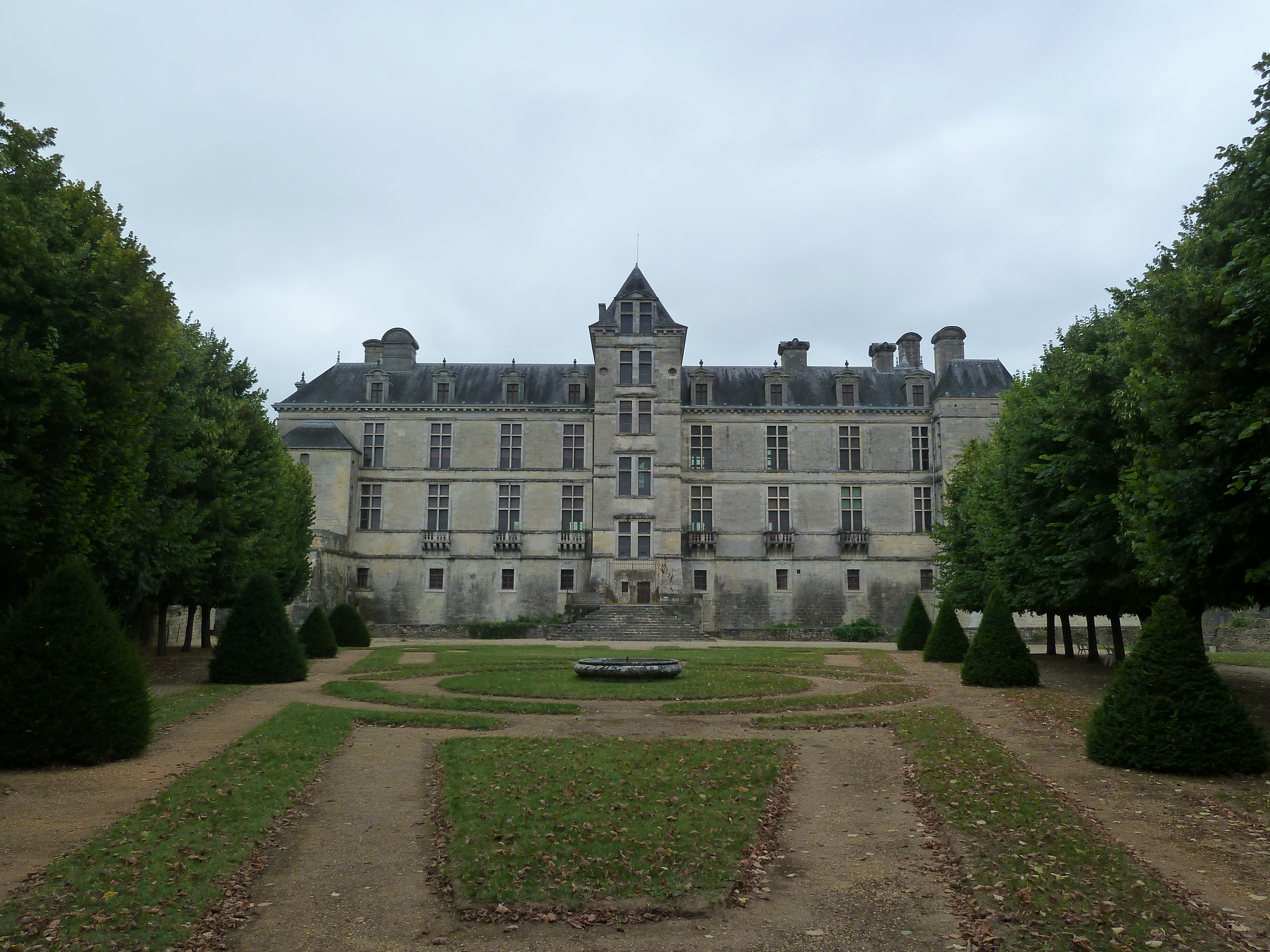
Vue du jardin.
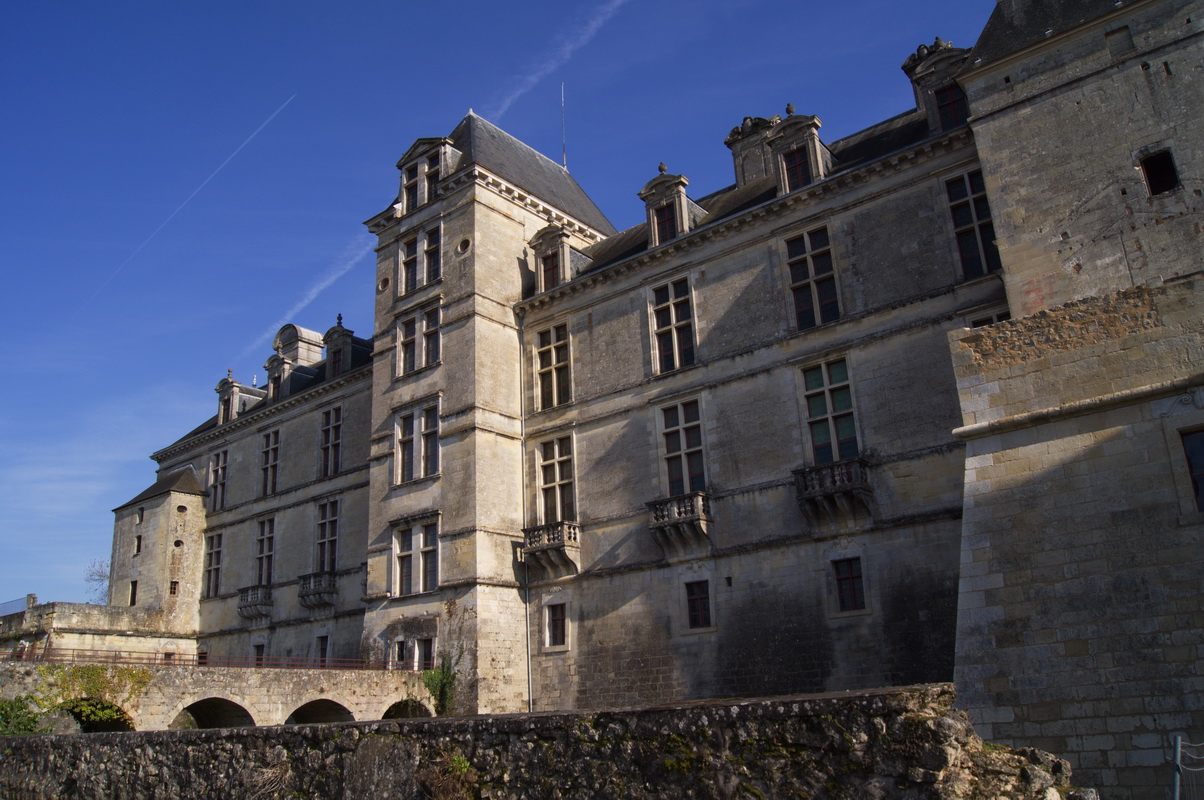
Façade ouest.
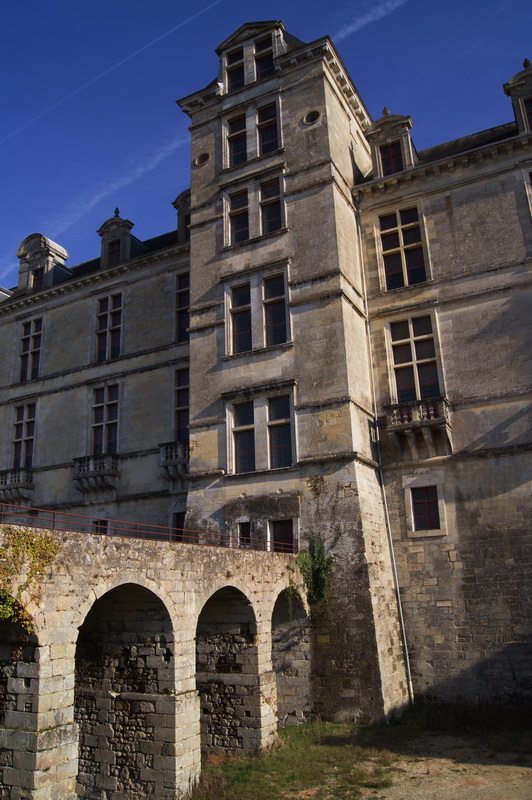
Les douves, côté ouest et pont vers le jardin.
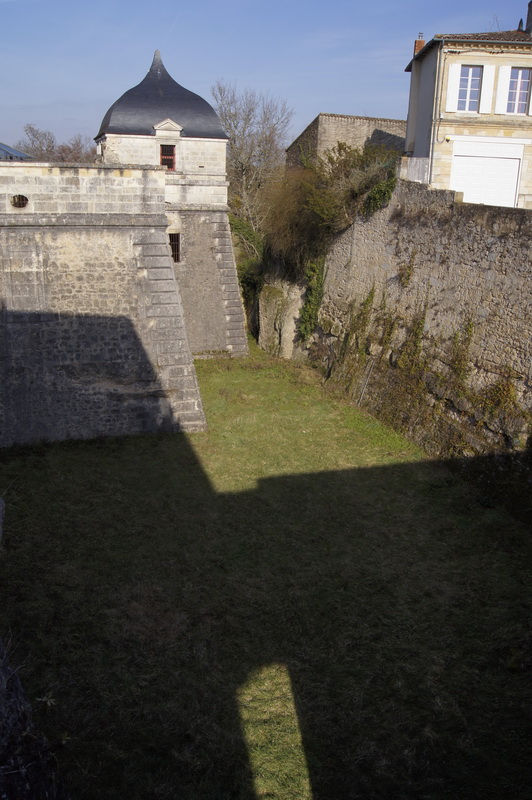
Les douves, côté est.
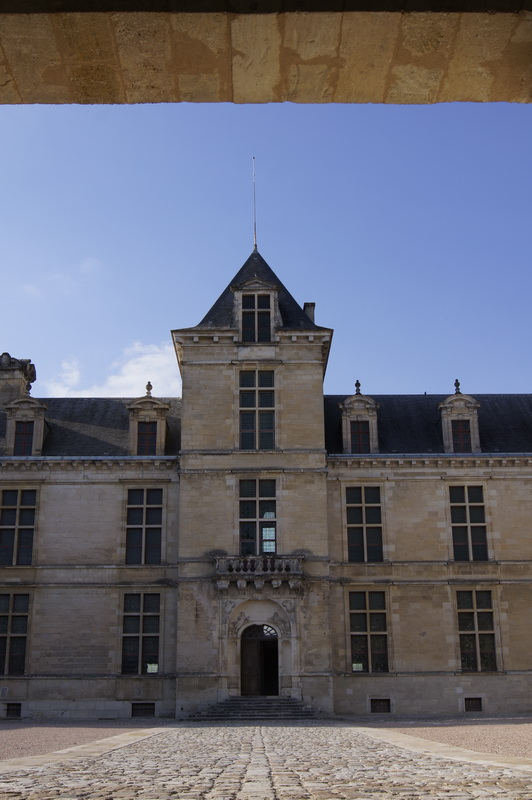
Cour intérieure.
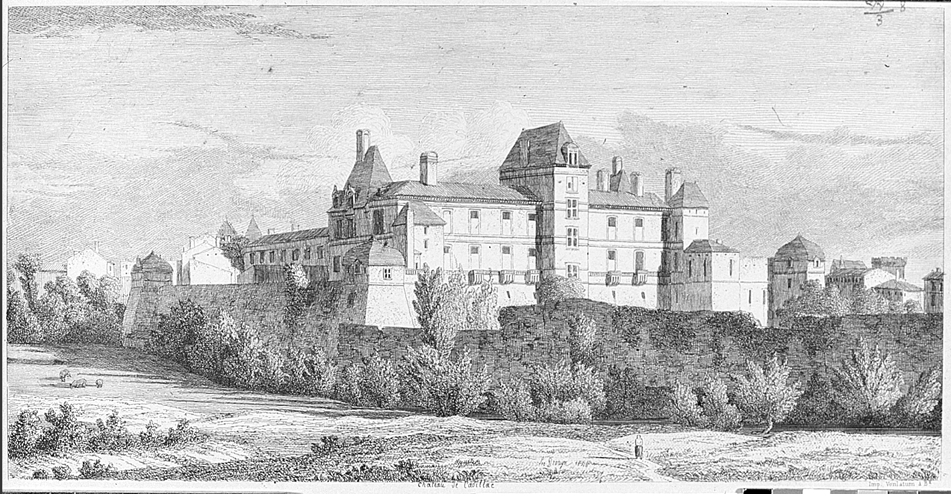
Gravure de Léo Drouyn (1846).